# سندرم لهجه خارجی
سندرم لهجه خارجی (به انگلیسی: Foreign accent syndrome) وضعیت پزشکی نادری است. بیماران دچار الگوهای گفتاری با یک لهجه خارجی می‌شوند که متفاوت از لهجه بومی آنهاست و در درک لهجه محل مبدأ تأثیری ندارد. مبتلایان به سندرم لهجه خارجی در سخن گفتن مشکل دارند، به گونه‌ای که سایر افراد گمان می‌کنند آنها به یک زبان خارجی صحبت می‌کنند. این وضعیت پزشکی ناشی از آسیب بخش‌هایی از مغز است که مسئول هماهنگ کردن کلمات هستند. در نتیجه با وقوع چنین اتفاقی افرادی که مثلا به زبان ژاپنی صحبت می‌کنند، ممکن است لهجه‌ای شبیه زبان کره‌ای پیدا کرده و یا لهجه انگلیسی شبیه لهجه فرانسوی، لهجه اسپانیایی شبیه مجارستانی و …به نظر می‌رسد.
سندرم لهجه خارجی معمولاً می‌تواند نتیجه یک سکته مغزی باشد همچنین می‌تواند از ضربه به سرایجاد شود یا همچنین از میگرن، مشکلات رشد نیز می‌تواند باشد. وضعیت این بیماری در سال ۱۹۰۷ برای اولین بار منتشر شد، و بین سال‌های ۱۹۴۱ و ۲۰۰۹ شصت و دو مورد ثبت شده است.